# Parafluda
Parafluda Chickering, 1946 è un genere di ragni appartenente alla famiglia Salticidae.

## Etimologia
Il nome deriva dal prefisso greco παρά, parà, che significa presso, vicino, accanto, ad indicare la somiglianza dei caratteri con il genere Fluda Peckham & Peckham, 1892.

## Distribuzione
L'unica specie oggi nota di questo genere è stata rinvenuta nell'America centro-meridionale, precisamente nell'area compresa fra Panama e l'Argentina.

## Tassonomia
A giugno 2011, si compone di una specie:
- Parafluda banksi Chickering, 1946[2] — da Panamá all'Argentina

### Sinonimie
- Parafluda albiana (Mello-Leitão, 1947); questi esemplari, trasferiti qui dal genere Sarinda Peckham & Peckham, 1892, a seguito di uno studio dell'aracnologa Galiano del 1965, sono stati riconosciuti sinonimi di Parafluda banksi Chickering, 1946 e qui ascritti[1].